# Décembre 1914 (guerre mondiale)
novembre 1914 - décembre 1914 - janvier 1915
- 6 décembre : 
  - Occupation de Łódź par les Allemands.

- 8 décembre : 
  - Retour du gouvernement français à Paris.
  - Après sa victoire sur les côtes chilienne, la flotte allemande est écrasée par la flotte britannique à proximité des îles Malouines.

- 13 décembre :
  - Le Grand Orient de France dénonce officiellement les exactions allemandes et le bellicisme austro-hongrois.

- 14 décembre : 
  - La IVe armée française lance une offensive en Champagne.
  - Le roi Pierre Ier de Serbie entre à Belgrade.

- 15 décembre : 
  - Victoire serbe sur la Kolubara

- 18 décembre : 
  - Victoire allemande sur les Portugais au Naulila en Angola.
  - Rencontre de Malmö entre les rois Gustave V de Suède, Christian X de Danemark et Haakon VII de Norvège, pour déterminer les modalités de la politique de neutralité des trois monarchies scandinaves.

- 21 décembre : 
  - premier bombardement de l'Angleterre par des avions Allemands.

- 28 décembre : 
  - bataille de Sarıkamış entre Russes et Turcs dans le Caucase.